# Andrena aculeata
Andrena aculeata là một loài Hymenoptera trong họ Andrenidae. Loài này được LaBerge mô tả khoa học năm 1980.